# 여호람
유다의 여호람(히브리어: יְהֹורָם, Yəhōrām, transl. "야훼는 높임을 받으신다") 또는 요람 (히브리어: יוֹרָם, Yōrām; 그리스어: Ἰωράμ Ioram[*]; 라틴어: Joram or Ioram)은 유다 왕국의 5대 국왕으로, 여호사밧 왕의 아들이었다. 여호람은 32세에 왕위에 올라 8년 동안 통치했지만(2 Kings 8:17, 2 Chronicles 21:20), 마지막 2년 동안은 병을 앓았다(2 Chronicles 21:18–19).

## 이름
여호람이라는 이름은 성경 기록에서 혼란을 준다. 열왕기 저자는 같은 구절에서 요람 (이스라엘 왕국)과 유다의 여호람을 모두 언급하며, 둘 다 같은 시기에 통치했다. 두 여호람 모두 요람이라고 불리는데, 심지어 같은 번역본에서도 같은 구절에서 그렇게 언급된다. 예를 들어, 2 Chronicles 22:5–6에는 다음과 같이 기록되어 있다.
5 그는 그들의 조언을 따르고, 아합의 아들 이스라엘 왕 여호람과 함께 하사엘 아람 왕과 싸우러 길르앗 라못으로 갔다가, 아람 사람들에게 요람이 상처를 입었다.
6 그래서 그는 아람 왕 하사엘과 싸울 때 라마에서 입은 상처를 치료하기 위해 이즈르엘로 돌아왔다. 그리고 유다 왕 여호람의 아들 아하지야 (유다 왕국)는 아합의 아들 여호람을 보기 위해 이즈르엘로 내려갔으니, 그가 병들었기 때문이다.
마찬가지로, 유다 왕은 한 번역본에서 여호람 또는 요람으로 언급된다. 예를 들어, 2 Kings 8:20–21에서는 요람이라는 이름을 사용하지만, 거의 동일한 단어로 같은 사건을 묘사하는 2 Chronicles 21:8–9에서는 여호람이라는 이름을 사용한다. 이 사건은 텔 단 비문에 묘사되어 있으며, 아마도 하사엘이 세웠을 것이다.

## 통치
2 Kings 8:16에 따르면, 여호람은 요람 (이스라엘 왕국) 재위 5년에 유다 왕이 되었다. 당시 그의 아버지 여호사밧은 (여전히) 유다의 왕이었는데, 이는 공동 섭정을 나타낸다. 여호람은 32세에 왕위에 올라 8년 동안 통치했다. 자신의 지위를 확고히 하기 위해 여호람은 그의 여섯 형제들을 죽였는데, 그들은 2 Chronicles 21:2에서 아사랴, 여히엘, 스가랴, 아사랴후, 미가엘, 스바냐로 명명되었다.
그의 아버지 여호사밧은 북이스라엘 왕국과 동맹을 맺었는데, 이 동맹 조건 중 하나는 여호람이 아합의 딸 아달리야와 결혼하는 것이었다. 더 강력한 북쪽 왕국과의 동맹에도 불구하고, 여호람의 유다 통치는 불안정했다. 당시 유다 왕의 대리 통치를 받던 에돔이 반란을 일으켰고, 여호람이 이 백성을 치러 나아갔을 때, 그의 군대는 에돔인들 앞에서 도망쳤다. 그는 그들의 독립을 인정할 수밖에 없었다. 역대하 21:10에 따르면, 여호람이 "그 조상들의 하나님 야훼를 버렸기" 때문에 립나 성읍이 그의 통치 기간 동안 반란을 일으켰다.
여호람은 아합과 이세벨의 딸인 동명 이인의 누이 아달리야를 아내로 맞아들였고, "아합의 집이 행한 대로 이스라엘 왕들의 길을 따랐다" (열왕기하 8:18, 27). 그의 악행은 백성을 파멸로 이끌었을 것이지만, 다윗에게 "그와 그의 자녀에게 항상 등불을 주리라"는 약속 때문에 (열왕기하 8:19; 열왕기상 11:36, 15:4 비교) 그러지 않았다. 다윗 시대부터(사무엘하 8:14) 유다에 복종했던 에돔인들이 반란을 일으켰다. 여호람이 그들을 복종시키려던 시도는 그의 군대에게 치명적인 재앙을 초래할 뻔했다. 그의 군대는 포위되었지만, 밤을 틈타 길을 뚫고 퇴각하여 본국으로 돌아가는 데 성공했다. 같은 시기에 립나가 반란을 일으켰고, 필리스티아인과 아라비아인들이 유다 땅을 침략하여 예루살렘을 점령하고 약탈했으며, 여호아하즈(아하지야)를 제외한 모든 왕족을 잡아갔다(역대하 21:16, 17). 이 기간 동안 그는 엘리야 예언자로부터 편지를 받았는데, 하나님이 그 땅에 재앙을 내리고 그의 형편없는 통치로 인해 그를 치실 것이라고 경고하는 내용이었다(2 Chronicles 21:12–15). 그 후, 하나님은 여호람을 병으로 쳤는데, "그의 창자가 빠져나왔고", 그는 2년 후에 죽었다(2 Chronicles 21:18–19). 여호람의 우상 숭배, 악행, 전반적인 사악함은 그에게 불치병을 가져왔다. 2년간의 극심한 고통 끝에 그는 죽었지만, 백성들은 그를 애도하지 않았고 경멸했다. 그들은 "그의 조상들에게 한 것처럼 그를 위해 불을 지피지 않았으며", "그를 다윗 성에 묻었지만 왕들의 묘실에는 묻지 않았다"(2 Chronicles 21:19). 현대 학자들은 이 병이 대장암의 한 형태였는지, 아니면 직장 탈출증을 초래하는 다른 문제였는지 논쟁한다.

## 연대기적 각주
윌리엄 F. 올브라이트는 그의 통치 기간을 기원전 849–842년으로 추정했다. 에드윈 틸레는 여호람의 아버지 여호사밧과의 공동 섭정을 기원전 853/852년부터 시작하여, 단독 통치는 기원전 848/847년에 시작하고 사망은 기원전 841/840년에 일어났다고 보았다. 르호보암 문서에서 설명했듯이, 틸레의 초기 유다 왕국 연대기에는 내부 모순이 있었고, 이는 후대 학자들이 이 왕들의 연대를 1년 앞당겨 수정했다. 따라서 본 문서에서는 여호람의 연대를 1년 앞당겨 공동 섭정은 854/853년에 시작하고, 단독 통치는 849/848년에 시작하며, 사망은 842/841년에 일어났다고 본다.
유다와 이스라엘 왕들의 재위 연수를 계산하는 역법은 6개월 차이가 있었는데, 유다는 티슈리월(가을)에 시작하고 이스라엘은 니산월(봄)에 시작했다. 따라서 두 왕국 간의 교차 동기화는 종종 왕의 시작 및 종료 날짜를 6개월 범위 내로 좁힐 수 있게 한다. 여호람의 경우, 성경 데이터는 그의 단독 통치 첫 해를 기원전 848년 니산월 1일과 같은 해 티슈리월 1일 전날 사이의 어느 시점으로 좁힐 수 있게 한다. 계산 목적으로는 이를 기원전 849/848년 티슈리월에 시작하는 유다 연도, 또는 더 간단히 기원전 849년으로 간주해야 한다. 그의 사망은 기원전 841년 니산월 1일과 티슈리월 1일 전날 사이의 어느 시점에 일어났는데, 즉 유다 역법에 따르면 기원전 842/841년이다. 계산 목적으로는 이를 더 간단한 형태인 기원전 842년으로 쓸 수 있지만, 여호람의 사망은 다음 기원전 연도에 일어났다. 이 잠재적인 혼란은 1월 기반(로마) 역법으로 날짜를 표현하기 때문인데; 더 나은 표기법은 842t와 같이 "t"가 티슈리월을 의미하며, 현대 역법의 842년과 841년 사이에 걸쳐 있다는 것을 나타내는 방식일 것이다.
본 문서의 연대는 틸레의 The Mysterious Numbers of the Hebrew Kings 3판에 제시된 연대보다 1년 앞당겨져 있는데, 이는 틸레가 해결하지 못한 내부 모순을 르호보암 문서에서 설명했듯이 수정했기 때문이다. 맥폴이 틸레의 연대기를 수정한 것에 따르면, 열왕기하 1:17의 "유다 왕 여호사밧의 아들 여호람 제이 년"이라는 구절은 그의 아버지 여호사밧과의 유다 왕위 "공동 섭정" 기간이며, 여호사밧은 열왕기하 3:1에 기록된 대로 단독 통치 18년째였다. 틸레-맥폴의 계산에 따르면, 이 시점은 기원전 852년 4월에서 9월 사이다. 열왕기하 8:16에서 "요람 (이스라엘 왕국) 아합의 아들 요람 제오 년"이라는 구절(열왕기하 3:1의 "즉위년 미포함 계산법"에 따름)은 기원전 848년 4월에서 9월 사이에 해당하며, 여호람은 기원전 854년 9월(티슈리월)부터 아버지와 "공동 섭정"한 후 (유다의 단독 왕이 되었다 (본문에서 "그때 유다의 왕이었던 여호사밧"이라고 언급된 것처럼).
틸레는 여호람의 통치에 대해 유다가 이스라엘의 즉위년 미포함 계산법을 채택했음을 보여주었다. 이는 왕의 통치 첫 부분 연도를 첫 완전 연도로 계산하는 것을 의미하며, 이전의 "즉위년 포함" 계산법과는 대조적으로 첫 부분 연도를 "영년"으로 계산하고 "1년"은 첫 완전 통치 연도에 할당했다. 틸레는 이러한 변화를 유다와 이스라엘 간의 화해에 기인했으며, 여호람의 아버지인 여호사밧이 라못-길르앗 전투에서 아합과 공통의 대의를 가지고, 아합 가문에서 아들을 위한 딸을 택했기 때문이라고 보았다(열왕기상 22:1–38, 열왕기하 8:18). 이 관습은 다음 세 명의 군주, 즉 아하지야, 아달리야, 요아스에 걸쳐 유다에서 따랐고, 아마지야 시대에 유다의 원래 즉위년 포함 계산법으로 돌아왔다. 이러한 변화는 성경의 텍스트 데이터를 신중하게 비교함으로써 추론할 수 있지만, 성경 텍스트가 즉위년 포함 또는 즉위년 미포함 계산법이 사용되었는지 명시적으로 밝히지 않고, 언제 방법이 변경되었는지도 명시적으로 나타내지 않기 때문에 많은 사람들이 틸레의 연대기가 즉위년 포함 및 즉위년 미포함 계산법 할당에서 전적으로 임의적이라고 비판했다. 그러나 그 임의성은 고대 왕들과 그들의 궁중 기록관들에게 있었지, 틸레에게 있었던 것은 아니었다. 티글라트-필레세르 3세의 공식 기록은 그가 아시리아의 이전 왕들에게 사용된 즉위년 포함 방법과는 대조적으로 자신의 통치에 대해 (임의적으로) 즉위년 미포함 계산법으로 전환했음을 보여준다. 티글라트-필레세르는 자신이 어떤 종류의 방법을 사용하고 있었는지, 또는 선왕들이 사용한 방법에서 전환했는지 현대 역사학자들에게 설명하는 기록을 남기지 않았다. 이 모든 것은 아시리아 학자들이 관련 텍스트를 신중하게 비교함으로써 결정되었으며, 이는 틸레가 유다와 이스라엘의 통치 데이터에 대해 수행한 것과 동일하다.